# Cateel
Cateel is een gemeente in de Filipijnse provincie Davao Oriental op het eiland Mindanao. Bij de laatste census in 2007 had de gemeente ruim 33 duizend inwoners.

## Geografie

### Bestuurlijke indeling
Banaybanay is onderverdeeld in de volgende 16 barangays:
| - Abijod - Alegria - Aliwagwag - Aragon - Baybay - Maglahus - Mainit - Malibago | - Poblacion - San Alfonso - San Antonio - San Miguel - San Rafael - San Vicente - Santa Filomena - Taytayan |

## Demografie
Cateel had bij de census van 2007 een inwoneraantal van 33.109 mensen. Dit zijn 4.454 mensen (15,5%) meer dan bij de vorige census van 2000. De gemiddelde jaarlijkse groei komt daarmee uit op 2,01%, hetgeen lager is dan het landelijk jaarlijks gemiddelde over deze periode (2,04%). Vergeleken met de census van 1995 is het aantal mensen met 5.898 (21,7%) toegenomen.

De bevolkingsdichtheid van Cateel was ten tijde van de laatste census, met 33.109 inwoners op 467,12 km², 70,9 mensen per km².